# Zinkoxid
Zinkoxid (veraltet auch Zinkoxyd) ist eine anorganische chemische Verbindung aus Zink und Sauerstoff mit der Summenformel ZnO. Es handelt sich hierbei um einen farblosen bis leicht gelblichen, geruchlosen und geschmacklosen Feststoff. Dieser kann hexagonale Kristalle bilden oder, aufgrund der Lichtbrechung bei sehr kleinen Kristallen, als lockeres Pulver vorliegen.
Die traditionelle Bezeichnung Zinkweiß (Chinesischweiß, Ewigweiß, Schneeweiß) stammt von der Verwendung als weißes Farbmittel in Malerfarbe. Medizinische Präparate zur Haut- und Wundbehandlung enthalten oft Zinkoxid wegen dessen antiseptischer Wirkung. Es wird häufig in der Zahnheilkunde (z. B. bei Wurzelkanalbehandlungen) eingesetzt und gilt als Biomaterial.

## Vorkommen
Natürliche Vorkommen von Zinkoxid sind in Form des Minerals Zinkit (Rotzinkerz) zu finden.

## Gewinnung und Darstellung
Je nach Herstellungsverfahren gewinnt man Zinkweiß oder Zinkoxid. Zinkweiß wird nach dem sogenannten französischen Verfahren aus Zinkdampf und Luftsauerstoff hergestellt.
Zinkoxid dagegen gewinnt man entweder aus der Durchführung der Herstellung nach dem sogenannten amerikanischen Verfahren aus Zinkerzen oder -Schrott durch Röstung, durch Reduktion mit Kohle und direkte anschließende Reoxidation oder nasschemisch durch Fällung als Hydroxid oder Carbonat aus Zinksalzlösungen und anschließende Calcination.
Zinkoxid entsteht durch die Verbrennung von Zink. Dabei kann sich das Oxid in feinfilziger, wollartiger Form (Lana philosophica) bilden.
{\displaystyle \mathrm {2\ Zn_{(s)}+O_{2(g)}\longrightarrow 2\ ZnO_{(s)}} }
Zink verbrennt bei Anwesenheit von Sauerstoff zu Zinkoxid.
Es kann aber auch durch Glühen (Pyrolyse) von Zinkhydroxid, Zinkcarbonat oder Zinknitrat gewonnen werden:
{\displaystyle \mathrm {Zn(OH)_{2(s)}\longrightarrow ZnO_{(s)}+H_{2}O_{(g)}} }
Bei höheren Temperaturen gibt Zinkhydroxid Wasser ab. Es entsteht Zinkoxid.
{\displaystyle \mathrm {ZnCO_{3(s)}\longrightarrow ZnO_{(s)}+CO_{2(g)}} }
Aus Zinkcarbonat entstehen beim Glühen Zinkoxid und Kohlenstoffdioxid.
Beim Rösten von Zinksulfid entsteht ebenfalls Zinkoxid:
{\displaystyle \mathrm {2\ ZnS_{(s)}+3\ O_{2(g)}\longrightarrow 2\ ZnO_{(s)}+2\ SO_{2(g)}} }
Je nach Anwendungsbereich kann durch Variieren der Reaktionsbedingungen Zinkoxid in unterschiedlichen Qualitäten hergestellt werden. Industriell produzierte Zinkoxidpigmente sind häufig bleihaltig.
Dünne Schichten von Zinkoxid stellt man durch physikalische Abscheideverfahren (PVD) wie Sputtern und chemische Gasphasenabscheidung (CVD) her. CVD ermöglicht die Entstehung rauer Oberflächen, die sich dadurch auszeichnen, einfallendes Licht zu streuen und z. B. Solarzellen einen höheren Wirkungsgrad zu verleihen.

## Produktion
Die weltweite Produktion von Zinkoxid wird auf 1,5 Mio. t geschätzt. In Europa werden 240.000 t pro Jahr verbraucht.

## Eigenschaften

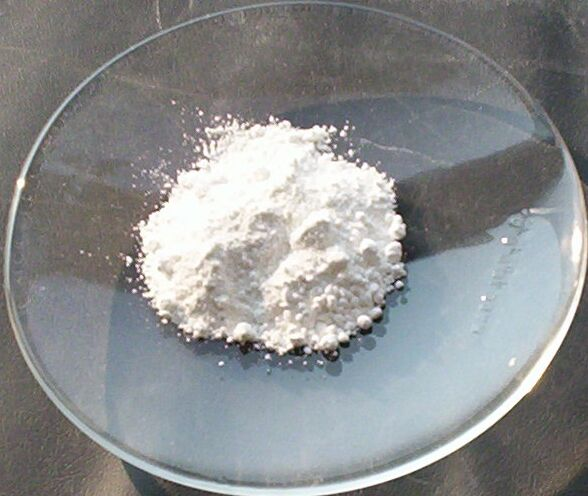
Zinkoxid

Zinkoxid verdunstet ab ca. 1300 °C, der Sublimationspunkt unter Normaldruck liegt bei etwa 1800 °C. Ein Schmelzen von Zinkoxid ist erst unter erhöhtem Druck bei 1975 °C zu beobachten. Beim Erhitzen färbt es sich zitronengelb, nach Abkühlen ist es wieder weiß (siehe Thermochromie). Im Dunkeln kann man anschließend ein schwaches Nachleuchten beobachten. Die Farbänderung ist auf einen geringen, durch Sauerstoffabgabe beim Erhitzen entstehenden Zinküberschuss (etwa 0,03 %) zurückzuführen. Dieser Zinküberschuss bzw. die Konzentration der Sauerstoff-Defekte ist stark abhängig von der Synthesemethode, Temperatur oder Verunreinigungen des Zinkoxids.
Zinkoxid ist ein direkter Halbleiter mit einer Bandlücke von 3,2…3,4 eV. Es absorbiert demzufolge UV-Strahlung und ist für sichtbares Licht transparent. Bedingt durch die nichtzentrosymmetrische Elementarzelle ist Zinkoxid piezoelektrisch.
Die elektrische Leitfähigkeit von Zinkoxid kann durch Dotierung mit geeigneten Elementen erhöht werden. Häufig wird dazu Aluminium (Aluminiumdotiertes Zinkoxid, AZO) oder Bor benutzt. Andere Elemente für eine N-Dotierung wie Indium oder Gallium werden momentan nicht eingesetzt. P-dotiertes Zinkoxid ist schwieriger herzustellen und ein Bereich der aktuellen Forschung.
Zinkoxid ist in Wasser praktisch unlöslich, während verdünnte Säuren es unter Salzbildung lösen. Mit Alkali, wie z. B. Natronlauge, frisch gefälltes, hydratisiertes Zinkoxid löst sich bei einem Überschuss an Base wieder auf. Dabei entsteht ein lösliches Zinkat.
Wird die Verbindung mit Cobalt(II)-oxid (CoO) erhitzt, so entsteht eine grüne feste Lösung von Cobaltoxid in Zinkoxid (Rinmans Grün).

## Verwendung

### Pigment
Zinkoxid wird unter der Bezeichnung Zinkweiß als Pigment genutzt. Daneben findet man auch Bezeichnungen wie Chinesischweiß, Ewigweiß oder Schneeweiß. Im Gegensatz zu Bleiweiß-Anstrichen ist es schwefelwasserstoff- und lichtbeständig, aber weniger deckend. Daher wurden als Malerfarbe oft Mischungen aus Blei- und Zinkweiß verwendet. Zinkweiß ist mit allen Pigmenten gut verträglich. Alkalische Bindemittel sollten aber vermieden werden, da die Gefahr einer Zinkatbildung besteht. In Öl können sich begrenzt Zinkseifen bilden. Zinkweiß wurde vielfach in wässrigen Techniken eingesetzt, z. B. in Leim-, Aquarell- und Gouachefarben. Es war im Altertum bereits unter Cadmea (genannt auch Cadmia und auch für andere Zinkverbindungen benutzt) und Pompholyx (als gereinigter Ofenbruch Tutia praeparata, in ungereinigtem Zustand auch Tutia bzw. Tucia) bekannt. Die Alchimisten nannten es Nix alba (weißer Schnee) oder Nihilum album („weißes Nichts“, auch Nihil album), möglicherweise auch Spodium, das auch für Ofenbruch (Tutia, also unreines Zinkoxid) stand, und abaisir. Im Jahr 1782 ersetzte Bernard Courtois mit Louis Bernard Guyton de Morveau in Dijon Blei- durch Zinkweiß, 1850 wurde es kommerziell zu Ölfarben verarbeitet. Seit 1834 gibt es Zinkweiß auch als Wasserfarbe. Zinkweiß wurde erst langsam von den Künstlern als Ersatz für Bleiweiß angenommen. Es gab regelrechte Streitereien über seine Verwendung. Da Zinkweiß einfach kühler wirkt, wurde es schließlich hauptsächlich für die Mischung mit kühlen Farbtönen verwendet, während Bleiweiß mit den wärmeren Farben vermischt wurde. Die Verwendung von Zinkweiß als Deckfarbe geht heute mehr und mehr zugunsten der von Titanweiß zurück.

### Fotografie
Einseitig mit Zinkoxid beschichtetes Papier fand früher (bis um 1970) beim direkten Verfahren der Elektrofotografie (elektrostatisches Kopierverfahren) Verwendung.
Das sogenannte ZINK-Papier der („Zero-Ink“) Zink-Drucktechnik enthält hingegen kein Zink.

### Halbleiter
Zinkoxid findet Verwendung als Deckschicht bei der Herstellung blauer Leuchtdioden (LED), von Flüssigkristallanzeigen (LCD), Varistoren (VDR) und Dünnschicht-Solarzellen. Hierzu wird es meist mit Aluminium dotiert ZnO:Al, (ZOA =Zinkoxid-Aluminium). Die Dotierung erhöht die Leitfähigkeit um mehrere Größenordnungen.
Nano-Whisker aus Zinkoxid zeigen Photoleitung im Ultraviolettbereich.
Zinkoxid-Keramik wird üblicherweise zur Herstellung von Metalloxid-Varistoren verwendet. Es zeigt hier aufgrund von halbleitenden Effekten an den Korngrenzen einen stark nichtlinear von der angelegten Spannung abhängigen Widerstand und dient als Überspannungsschutz.

### Wärmeleitpaste
Zinkoxidpulver ist ein gängiger Zusatz von Wärmeleitpasten und erhöht erheblich deren Wirksamkeit.

### Medizin
Als Bestandteil pharmazeutischer Zinksalben bzw. -pasten (z. B. Penaten-Creme), Sonnenschutzmitteln und Zinkleimverbänden führt Zinkoxid zu einer Austrocknung der Hautoberfläche. Dies nutzt man zum Beispiel bei Intertrigo, Windeldermatitis und anderen nässenden Wunden.
Bei Fußpilz und anderen Dermatomykosen unterstützt Zinkoxid die Heilung. Zinkoxid wirkt antibakteriell und adstringierend.
Seit 1888 wird Zinkoxid auch in Deodorants verwendet, da es leicht antibakteriell wirkt.

### Weitere Anwendungen
Als Zusatz bei der Vulkanisation von Kautschuk findet Zinkoxid Verwendung.
Zinkoxid kommt als Leuchtstoff in Leuchtstofflampen zum Einsatz. Selbstaktiviertes Zinkoxid (ZnO:Zn) findet als Kathodolumineszenz-Leuchtstoff im Magischen Auge Verwendung; es zeigt blaugrüne Lumineszenz.
Abgereichertes Zinkoxid (DZO) wird dem Kühlwasser von Kernreaktoren (Siedewasserreaktoren) beigegeben, um das Korrosionsverhalten der mit dem Kühlwasser in Berührung kommenden Komponenten zu verbessern.
Zinkoxid-Nanopartikel können als UV-Absorber in Lebensmittelverpackungen dienen.
Forscher des Schweizer Paul-Scherrer-Instituts versuchen, die Sonnenkraft in chemische Energie umzusetzen. Sie fokussieren dazu Sonnenstrahlen auf einen Schmelztiegel. Das Licht trifft bei über 1200 °C auf Zinkoxid, das daraufhin verdampft und zu metallischem Zink umgewandelt wird, wenn dafür gesorgt wird, dass das entstehende Zink nicht sofort wieder oxidiert. Da dieses gelagert und transportiert werden kann, lässt sich so die Energie der Sonne speichern und später z. B. in Zink-Luft-Batterien direkt als elektrische Energie oder zur Produktion von Wasserstoff nutzen. Das ist vereinfacht dargestellt, denn aus den Zink-Luft-Batterien wird das entladene Zn-ZnO zusammen mit Kaliumhydroxid entnommen.

## Sicherheitshinweise
Zinkoxidrauch oder -aerosole können die Schleimhäute reizen.
Das Einatmen von Zinkoxid kann zu Metalldampffieber führen. Insbesondere beim Arbeiten mit Zinkschmelzen oder Erhitzen (z. B. Schweißen) von zinkhaltigen Materialien kann sich Zinkdampf bilden, der sich sofort in Zinkoxidrauch umwandelt. Es ist daher auf gute Lüftung und Atemschutz zu achten.

## Risikobewertung
Zinkoxid wurde 2015 von der EU gemäß der Verordnung (EG) Nr. 1907/2006 (REACH) im Rahmen der Stoffbewertung in den fortlaufenden Aktionsplan der Gemeinschaft (CoRAP) aufgenommen. Hierbei werden die Auswirkungen des Stoffs auf die menschliche Gesundheit bzw. die Umwelt neu bewertet und ggf. Folgemaßnahmen eingeleitet. Ursächlich für die Aufnahme von Zinkoxid waren die Besorgnisse bezüglich Verbraucherverwendung, Umweltexposition, anderer gefahrenbezogener Bedenken und weit verbreiteter Verwendung. Die Neubewertung läuft seit 2017 und wird von Deutschland durchgeführt.